# Joan Guetschow
Joan Elizabeth Guetschow (* 6. September 1966 in Akron) ist eine ehemalige US-amerikanische Biathletin.
Joan Guetschow lebt in Minnetanks. Sie betrieb in ihrer Jugend verschiedene Sportarten – darunter Schwimmen und Triathlon –, spezialisierte sich erst 1986 bei einem einjährigen Aufenthalt als Austauschstudentin auf Skilanglauf. In diesem Jahr nahm sie auch bei den finnischen Meisterschaften im Triathlon teil und wurde hinter Marjo Matikainen Zweite. Ihre erste internationale Biathlonmeisterschaft wurden die Weltmeisterschaften 1991 in Lahti, wo sie 16. des Sprints und mit Mary Ostergren und Anna Sonnerup Siebte im Staffelrennen wurde. 1992 gehörte sie zu den Athletinnen, die erstmals an Frauenrennen im Biathlon bei Olympischen Spielen teilnahm. In Albertville belegte Guetschow bei ihrem einzigen Start, dem Sprint, Rang 64. Eine bessere Platzierung vergab sie, weil sie zeitweise in die falsche Richtung lief. Bei den Weltmeisterschaften 1993 in Borowez erreichte sie die Platzierungen 29 im Einzel und 64 im Sprint. Mit Joan Miller Smith, Mary Ostergren und Ntala Skinner belegte sie den elften Staffelrang. Letztes Großereignis und Karriereende wurden die Olympischen Winterspiele 1994 in Lillehammer. Guetschow kam in allen drei Rennen zum Einsatz. Im Sprint wurde sie 52., mit Beth Coats, Joan Miller Smith und Laura Tavares als Schlussläuferin der Staffel Achte. Ihr 17. Rang im Einzel war lange Zeit das zweitbeste US-amerikanische Ergebnis bei Olympia. Im Weltcup erreichte sie mehrfach in ihrer Karriere Punkteränge.
Guetschow steht offen zu ihrer Homosexualität. Sie gehört zu einer relativ frühen Gruppe von Athletinnen, die sich dazu offen bekannten. Sie ist mit der US-amerikanischen Skeletonpilotin Tricia Stumpf verheiratet.

## Biathlon-Weltcup-Platzierungen
Die Tabelle zeigt alle Platzierungen (je nach Austragungsjahr einschließlich Olympische Spiele und Weltmeisterschaften).
- 1.–3. Platz: Anzahl der Podiumsplatzierungen
- Top 10: Anzahl der Platzierungen unter den ersten zehn (einschließlich Podium)
- Punkteränge: Anzahl der Platzierungen innerhalb der Punkteränge (einschließlich Podium und Top 10)
- Starts: Anzahl gelaufener Rennen in der jeweiligen Disziplin
- Staffel: inklusive Mixed-Staffel

| Platzierung                                                                                          | Einzel | Sprint | Verfolgung | Massenstart | Team | Staffel | Gesamt |
| --- | ------ | ------ | ---------- | ----------- | ---- | ------- | ------ |
| 1. Platz                                                                                             |        |        |            |             |      |         |        |
| 2. Platz                                                                                             |        |        |            |             |      |         |        |
| 3. Platz                                                                                             |        |        |            |             |      |         |        |
| Top 10                                                                                               |        |        |            |             |      | 2       | 2      |
| Punkteränge                                                                                          | 2      | 1      |            |             |      | 3       | 6      |
| Starts                                                                                               | 7      | 9      |            |             |      | 3       | 19     |
| Stand: Karriereende, Daten nicht komplett, einschließlich Weltmeisterschaften und Olympischer Spiele |        |        |            |             |      |         |        |